# Ctenocidaris rugosa
Ctenocidaris rugosa is een zee-egel uit de familie Ctenocidaridae.
De wetenschappelijke naam van de soort werd in 1926 gepubliceerd door René Koehler.